# Dossa-Bourondi
Pour les articles homonymes, voir Dossa (homonymie).
Ne doit pas être confondu avec Dossa-Badala.
Dossa-Bourondi est une localité située dans le département de Malba de la province du Poni dans la région Sud-Ouest au Burkina Faso.

## Santé et éducation
Le centre de soins le plus proche de Dossa-Bourondi est le centre de santé et de promotion sociale (CSPS) de Malba tandis que le centre hospitalier régional (CHR) de la province se trouve à Gaoua.